# 第一次全联盟苏维埃代表大会
第一届全联盟苏维埃代表大会是于1922年12月30日至在苏俄首都莫斯科的莫斯科大剧院召开的苏维埃代表大会。出席会议的有2215名代表（其中俄罗斯社会主义联邦苏维埃共和国1727名，乌克兰社会主义苏维埃共和国364名，外高加索社会主义联邦苏维埃共和国91名，白俄罗斯社会主义苏维埃共和国的33名）。加里宁当选为大会主席，因病缺席大会的列宁当选为大会名誉主席。大会通过了《苏联成立条约》，确认四国组成苏维埃社会主义共和国联盟并选举产生了苏联中央执行委员会。